# Guru Har Rai
Guru Har Rai (Kiratpur, 16 gennaio 1630 – Kiratpur, 6 ottobre 1661) è stato un mistico indiano.

## Biografia
Figlio di Baba Gurditta Ji e di Nihal Kaur Ji fu il settimo guru del sikhismo e mantenne questo incarico dall'8 marzo 1644 alla sua morte, il 6 ottobre 1661.

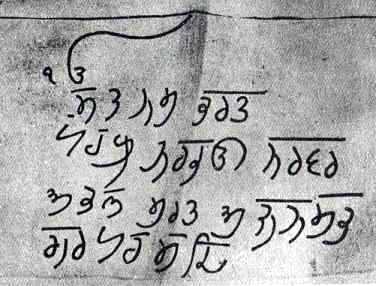
Il Mul Mantra scritto di pugno dal Guru Har Rai.

### La farmacia del guru
Guru Har Rai continuò la linea dei suoi predecessori e battezzò una comunità sikh forte militarmente e spiritualmente (vedi Miri-Piri). Per questo motivo mise in atto l'accesso a diversi medicamenti (farmacia). 
La più notevole delle sue azioni fu quella di salvare  Dara, figlio del re del tempo, Shah Jahan. Il figlio del re, Dara, si ammalò e Guru Har Rai trovò dei farmaci per il trattamento della sua malattia. Shah Jahan gli scrisse una lettera, puntualizzando sul buon rapporto tra guru e re che era in vigore fino al quinto guru. Secondo la filosofia sikh, il guru ji accettò di curarlo.

## Ram Rai - suo figlio maggiore
Ram Rai era il figlio maggiore del guru. Aurangzeb, figlio di Shah Jahan e governatore del Deccan, aveva assunto una vera e propria crociata religiosa contro gli indù e chiamò Guru Har Rai alla sua corte. Tuttavia questi non voleva incontrarlo visto che le sue azioni erano assai spregevoli, ed inviò suo figlio Ram Rai al suo posto. Indignato, Aurangzeb ritenne opportuno chiedere cose impossibili a Ram Rai in modo che non si potesse raggiungere un accordo, obbligando così Guru Har Rai a venire di persona.
Aurangzeb interrogò Ram Rai su una frase presente nel Libro Sacro Adi Granth, scritto da Guru Nanak Dev ji. "Mitti Musalman ki peirei paee kumiar…" ovvero "Le ceneri del musulmano caddero nel terreno del vasaio…". Ram Rai, sconvolto, modificò e sostituì nella citazione musulmano a baeeman (infedele). Al guru giunse un rapporto dell'incontro di Ram Rai con Aurangzeb e venne a conoscenza della notizia. Inviò pertanto un messaggio al figlio, sulla via del ritorno. Quest'ultimo venne bandito perché aveva avuto il coraggio di cambiare i testi sacri. Ram Rai comprese e accettò la decisione.